# Salwinia pływająca
Salwinia pływająca (Salvinia natans) – paproć wodna, jedyny przedstawiciel tego rodzaju i rodziny salwiniowatych rosnący w stanie dzikim w Polsce, gdzie występuje niezbyt często w zbiornikach wodnych na niżu. Inne gatunki tego rodzaju spotykane są w tropikach, gdzie zarastają niekiedy zwartym kobiercem powierzchnię wód.

## Zasięg występowania
Gatunek szeroko rozpowszechniony w Eurazji. Najdalej na wschodzie występuje na Jawie, Półwyspie Malajskim, w Chinach i Japonii. Zasięg obejmuje całą Azję od Syberii na północy, do Indii na południu. Przez Bliski Wschód sięga do krajów Afryki północnej oraz Europy. Tu gatunek ten spotykany jest głównie w południowo-wschodniej i centralnej części kontynentu. Północna granica zasięgu przebiega przez Białoruś, Polskę i Niemcy. Na zachodzie gatunek ten sięgał po Hiszpanię, Francję i Belgię, przy czym w dwóch ostatnich krajach, gatunek ten już wymarł. Salwinia pływająca zawleczona została także do Ameryki Północnej, gdzie występuje w północno-wschodnich stanach USA. Na Florydzie jest gatunkiem zakazanym do uprawy ze względu na możliwość zawleczenia inwazyjnego. W Polsce gatunek najwięcej stanowisk ma na Śląsku Górnym i Dolnym oraz wzdłuż dolin Odry i Wisły. Poza tymi obszarami notowany jest bardzo rzadko. W polskiej części Karpat w 2008 potwierdzono występowanie tylko na kilku stanowiskach na Pogórzu Cieszyńskim, kilku stanowiskach na Pogórzu Śląskim, dwóch na Pogórzu Wielickim i jednym w Kotlinie Jasielsko-Krośnieńskiej.

## Morfologia

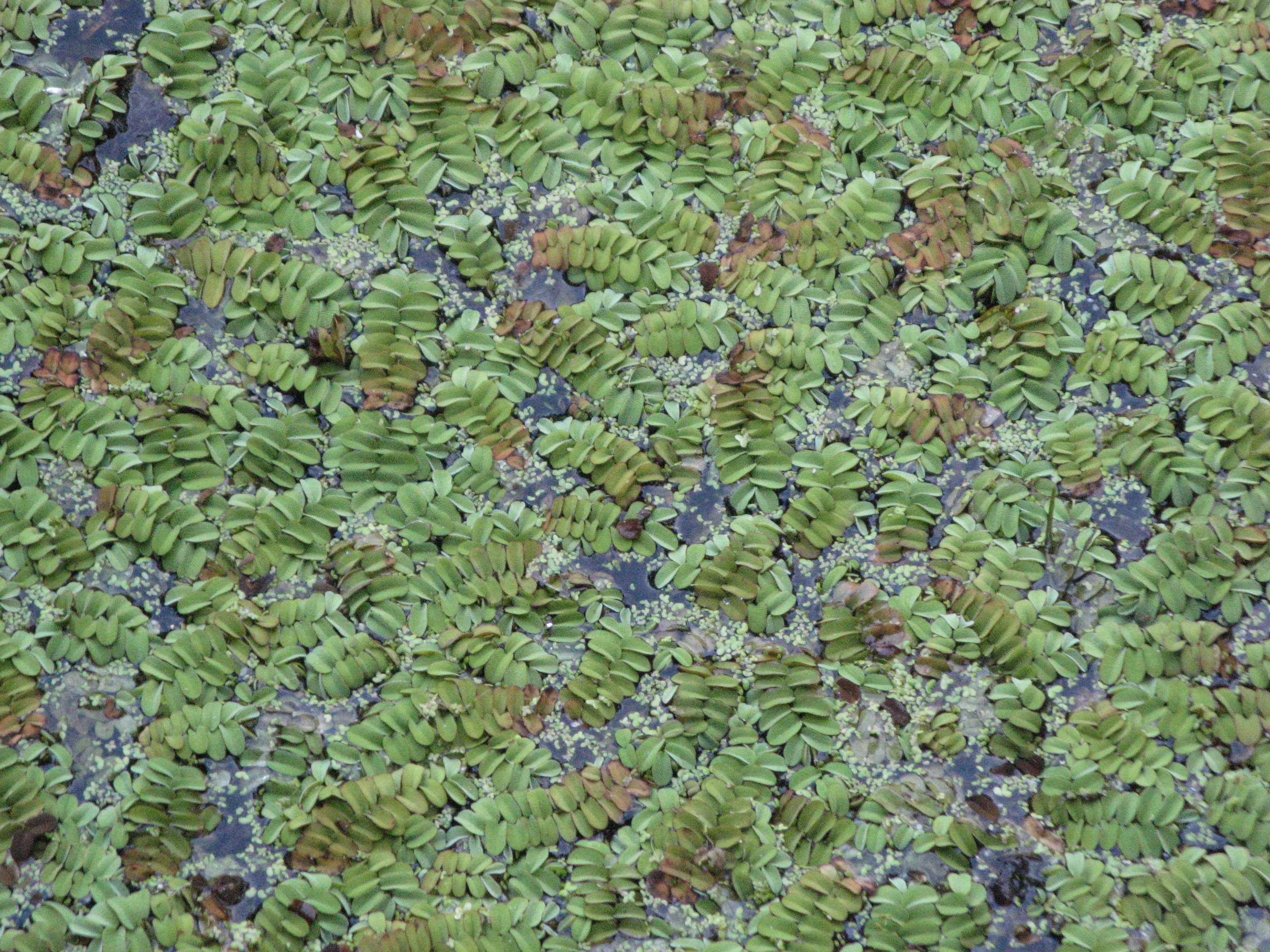
Salwinia na powierzchni stawu w rezerwacie przyrody Łężczok

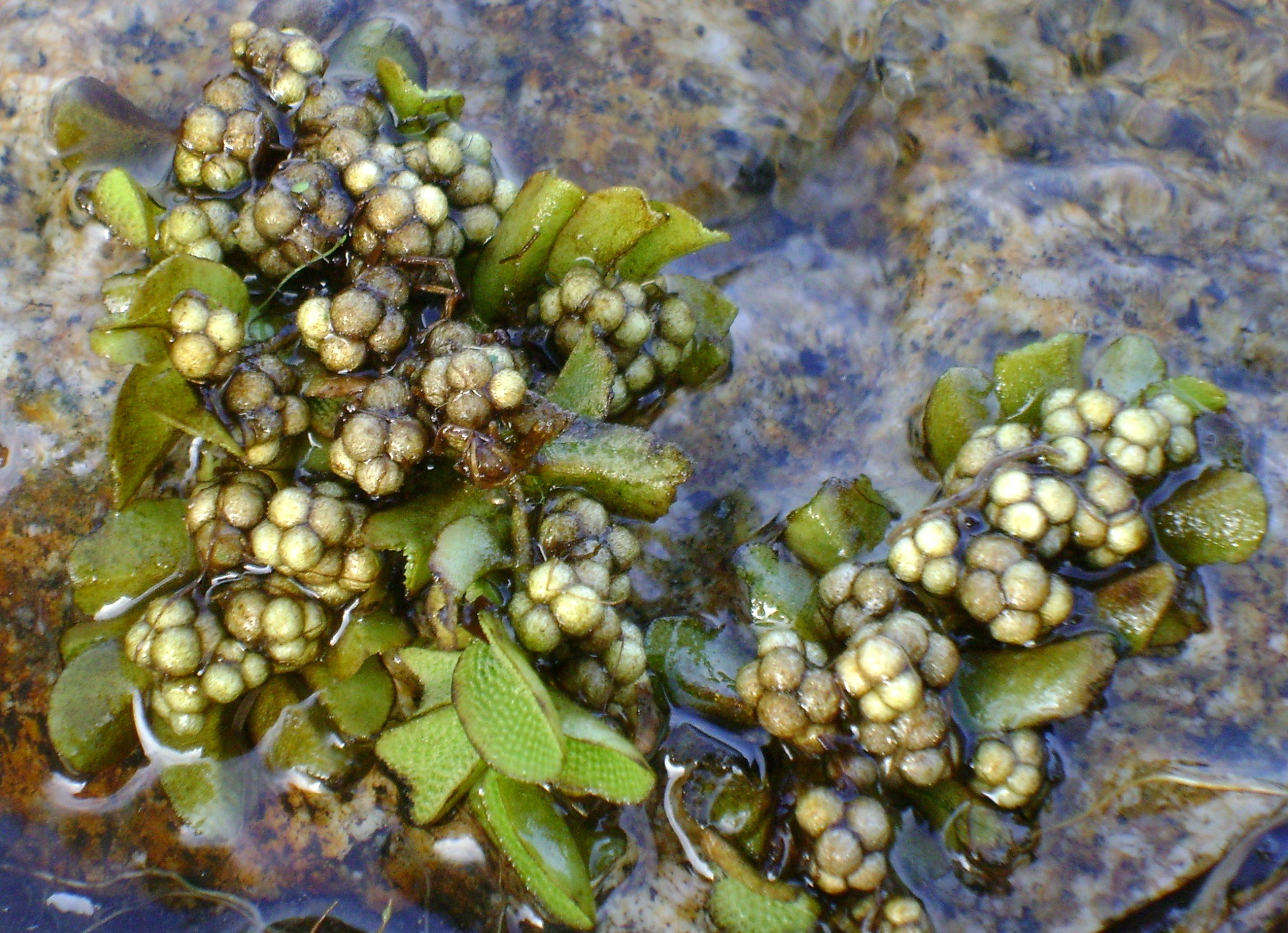
Sporokarpy (rośliny odwrócone)

PokrójPędy osiągają 3-10 (20) cm długości i pływają na powierzchni wody.
LiścieUłożone w okółkach po trzy i wykształcone dwojako (heterofilia): rosnące w parach liście nawodne są płaskie i eliptyczne, liść podwodny jest pocięty na 3-8 nitkowate odcinki przypominające korzenie. Liście pływające mają 5-15 mm długości, do 10 mm szerokości i osadzone są na krótkich ogonkach. U nasady sercowate, na szczycie czasem wycięte. Na powierzchni tych liści wyraźnie widoczny jest nerw środkowy, poza tym powierzchnia pokryta jest brodawkowatymi wypukłościami osiągającymi 0,8 mm wysokości, z których wyrastają 3-4 wielokomórkowe, łukowato zagięte włoski. Włoski te utrzymują powietrze przy powierzchni liścia, dzięki czemu woda jej nie zwilża. Zarodnie (makro- i mikrosporangia) zebrane są w kupki zamknięte w kulistym tworze zwanym sporokarpem o średnicy do 3 mm. Makro- i mikrosporangia znajdują się w różnych sporokarpach, które jednak mają taki sam wygląd. Zawijka sporokarpów otacza całkowicie zarodnie i jest dwuwarstwowa. Między warstwami zawijki znajduje się przestwór powietrzny ułatwiający unoszenie się paproci na powierzchni wody. Sporokarpy wykształcają się w liczbie 3–8 u nasady liścia podwodnego.
KorzeńBrak, jego funkcje przejmuje jeden z liści z każdego okółka.
Gatunki podobneW ofercie handlowej często mylony z podobną Salvinia minima, nierzadko także z mniej podobnymi innymi gatunkami tego rodzaju.

## Biologia i ekologia
Salwinia pływająca jest rośliną jednoroczną i różnozarodnikową, dlatego w jednych sporokarpach powstają zarodniki żeńskie, w innych męskie. Zarodnikowanie następuje w miesiącach od sierpnia do października, po czym pędy zamierają. Włoski na powierzchniach liści odłamują się i roślina opada na dno zbiornika. Sporokarp stanowiący formę przetrwalnikową rośliny spędza zimę leżąc na osadach dennych. Po rozpadnięciu się jego ścian zarodniki wypływają na powierzchnię wody, gdzie powstają przedrośla. Po zapłodnieniu powstaje na przedroślu zarodek, z którego wyrasta nowa roślina. W ciągu sezonu wegetacyjnego rozmnaża się przez podział pędu. 2n = 8, 18.
Gatunek ten występuje głównie w wodach stojących – w starorzeczach, stawach, rowach, wchodząc w skład zbiorowisk pleustonowych. Na obszarach upraw ryżu pojawia się czasem masowo na polach ryżowych. Traktowany jest jako wskaźnik spokojnej wody. Liczebność jej w kolejnych latach wykazuje bardzo duże wahania, w niektórych latach pojawia się masowo zarastając rozległe przestrzenie akwenów.
Gatunek charakterystyczny dla zespołu Spirodelo-Salvinietum natantis.
Salwinia jest bardzo chętnie zjadana przez ptaki wodno-błotne.

## Zagrożenia i ochrona
Roślina objęta w Polsce ścisłą ochroną gatunkową od 1983 roku. Umieszczona jest na Czerwonej liście roślin i grzybów Polski (2006) w grupie gatunków narażonych na wymarcie (kategoria zagrożenia V). Gatunek ten jest rzadki w wielu obszarach Europy, w Słowenii, Włoszech i na Ukrainie uznany za zagrożony. Zagrożenie dla niego stanowi zanieczyszczenie wód, wysychanie zbiorników, regulacja rzek związana z niszczeniem starorzeczy.

## Zastosowanie
Bywa czasem spotykana w akwariach, do których trafia wraz z odłowionym planktonem (w uprawie akwarystycznej częściej spotykane są gatunki tropikalne – salwinia uszkowata S. auriculata i mała S. minima). Bywa hodowana w stawach i oczkach wodnych, przy czym ze względu na zimujące na dnie sporokarpy zalecana jest do zbiorników naturalistycznych, w których zabiegi pielęgnacyjne są bardzo ograniczone. Wymaga stanowisk nasłonecznionych i miękkiej wody, źle znosi zraszanie. W przypadku masowego występowania może wymagać okresowo usuwania nadmiaru roślin, ze względu na blokowanie dopływu światła do zbiornika i hamowanie wymiany gazowej.
W Indiach bywa wykorzystywana na kompost. Po spaleniu popiół z salwinii bywa dodawany do przypraw w celu wzmocnienia ich aromatu.

## Uprawa
Nadaje się do uprawy w zbiornikach słonecznych lub w półcieniu. W przypadku zbytniego namnożenia się – nadmiar osobników wyłowić siatką. W regionach z mroźnymi zimami, należy wyłowić przed zimą przynajmniej część osobników z oczka wodnego i przechować w płytkim zbiorniku (np. akwarium) usytuowanym w miejscu jasnym i nie narażonym na mróz. Problemu nie stanowią w uprawie szkodniki i choroby.